# 蓬纳
蓬纳（義大利語：Ponna），是意大利科莫省的一个市镇。总面积5平方公里，人口273人，人口密度54.6人/平方公里（2009年）。ISTAT代码为013187。